# Kwinana City
Koordinaten: 32° 14′ S, 115° 49′ O

Die City of Kwinana ist ein lokales Verwaltungsgebiet (LGA) im australischen Bundesstaat Western Australia. Kwinana gehört zur Metropole Perth, der Hauptstadt von Western Australia. Das Gebiet ist 120 km² groß und hat 46.000 Einwohner (2021).
Kwinana liegt an der australischen Westküste im Süden von Perth und ist etwa 25 bis 35 Kilometer vom Stadtzentrum entfernt. Die City umfasst 17 Stadtteile: Anketell, Bertram, Calista, Casuarina, Hope Valley, Kwinana Beach, Kwinana Town Centre, Leda, Mandogalup, Medina, Naval Base, Orelia, Parmelia, Postans, The Spectacles, Wandi und Wellard. Der Sitz des City Councils befindet sich im Stadtzentrum, dem Kwinana Town Centre, wo etwa 570 Einwohner leben (2021).

## Geschichte
1970 bekam Kwinana den Status eines Towns. Nachdem die Stadt 2012 nach Berechnungen des Australian Bureau of Statistics die Zahl von 30.000 Einwohnern überschritten hatte, wurde Kwinana am 17. September 2012 zur City erklärt.

## Verwaltung
Der Kwinana Council hat neun Mitglieder. Sie werden von allen Bewohnern der LGA gewählt. Kwinana ist nicht in Bezirke unterteilt. Aus dem Kreis der Councillor rekrutiert sich auch der Mayor (Bürgermeister) und Vorsitzende des Councils.